# Аеродром Венеција
Аеродром Марко Поло Венеција (итал. Aeroporto di Venezia Marco Polo) је ваздушна лука великог туристичког светског одредишта, града Венеције, смештен 8 km северно од града, код села Тесера, па је аеродром је међу Италијанима познат као Тесера..
То је четврта по промету ваздушна лука у Италији - 2018. године промет путника је био преко 11 милиона.
Аеродром је авио-чвориште за нискотарифне авио-компаније „Изиџет” и „Волотеу”.

## Терминал
Аеродромски терминал има три спрата: приземље за доласке и други спрат за одласке. Зона за одласке има 70 шалтера за чекирање и два салона на страни аеродрома. „Тинторето салон“ је за путнике Скајтима, а „Марко Поло соба“ је за све остале путнике. Трећи спрат терминала садржи канцеларије за оперативну компанију и авио-компаније. Спрат за одласке има одвојене просторије за шенгенске и нешенгенске летове.